# 영훈고등학교
영훈고등학교(泳薰高等學校)는 대한민국의 서울특별시 강북구 미아동에 있는 사립 고등학교이다.

## 학교 연혁
- 1965년 3월 27일 : 학교법인 영훈학원 설립
- 1972년 12월 29일 : 영훈고등학교 설립 인가(남녀 공학 남 3, 여 2)
- 1973년 3월 2일 : 영훈고등학교 개교, 초대 김영훈 교장 취임
- 1974년 3월 2일 : 5학급 증설, 남학교로 개편, 10학급
- 1976년 1월 10일 : 영훈고등학교 제1회 졸업
- 1978년 3월 2일 : 남학교에서 남녀 공학으로 개편
- 2015년 2월 1일 : 청운관 준공
- 2019년 9월 1일 : 제11대 정대성 교장 취임
- 2020년 2월 6일 : 제45회 졸업(384명, 연인원 25,068명)
- 2021년 5월 24일 : 정용화 이사장 취임

## 참고 자료
- 영훈고등학교 - 한국교육학술정보원 학교알리미